# فاليريا فابريزي
فاليريا فابريزي (بالإيطالية: Valeria Fabrizi)‏ (من مواليد 20 أكتوبر 1936) ممثلة ومغنية وشخصية تلفزيونية إيطالية. اشتهرت بظهورها في سيجريتي دي ستاتو (1995)

## حياتها الخاصة
في 2 أبريل 1964 ، تزوج من تاتا جياكوبيتي، واحدة من أعضاء كوارتيتو سيترا. من الزواج ولدت ابنة: جورجيا. استمر الزواج حتى عام 1988 عندما توفي المغني بسبب احتشاء عضلة القلب الحاد.

## الروابط الخارجية
- فاليريا فابريزي على موقع IMDb (الإنجليزية)
- فاليريا فابريزي على موقع روتن توميتوز (الإنجليزية)
- فاليريا فابريزي على موقع ألو سيني (الفرنسية)
- فاليريا فابريزي على موقع أول موفي (الإنجليزية)
- فاليريا فابريزي على موقع قاعدة بيانات الأفلام السويدية (السويدية)
- فاليريا فابريزي على موقع ديسكوغز (الإنجليزية)
- فاليريا فابريزي على موقع قاعدة بيانات الفيلم (الإنجليزية)
- فاليريا فابريزي على موقع كينوبويسك (الروسية)

- فاليريا فابريزي في قاعدة بيانات الأفلام على الإنترنت
- فاليريا فابريزي في ديسكوجز (قاعدة بيانات)